# Lojo hamnbana
Lojo hamnbana (finska: Lohjan satamarata) var en cirka fem kilometer lång smalspårig elektrifierad järnväg från Lojo järnvägsstation till Lojo sjös strand. Banan fungerade i huvudsakligen som godsbana för en cellulosafabrik, men från 1912 började den även användas för persontrafik. Banan togs ur bruk och revs 1930 eftersom en ny bredspårig bana hade byggts 1928 från stationen till Lojo sjös strand.
Godstrafik på banan upphörde 2010 och underhållet av spåret avslutades 2014. Trafikledsverket nedlade hela hamnbanan och den revs 2020.

## Bilder

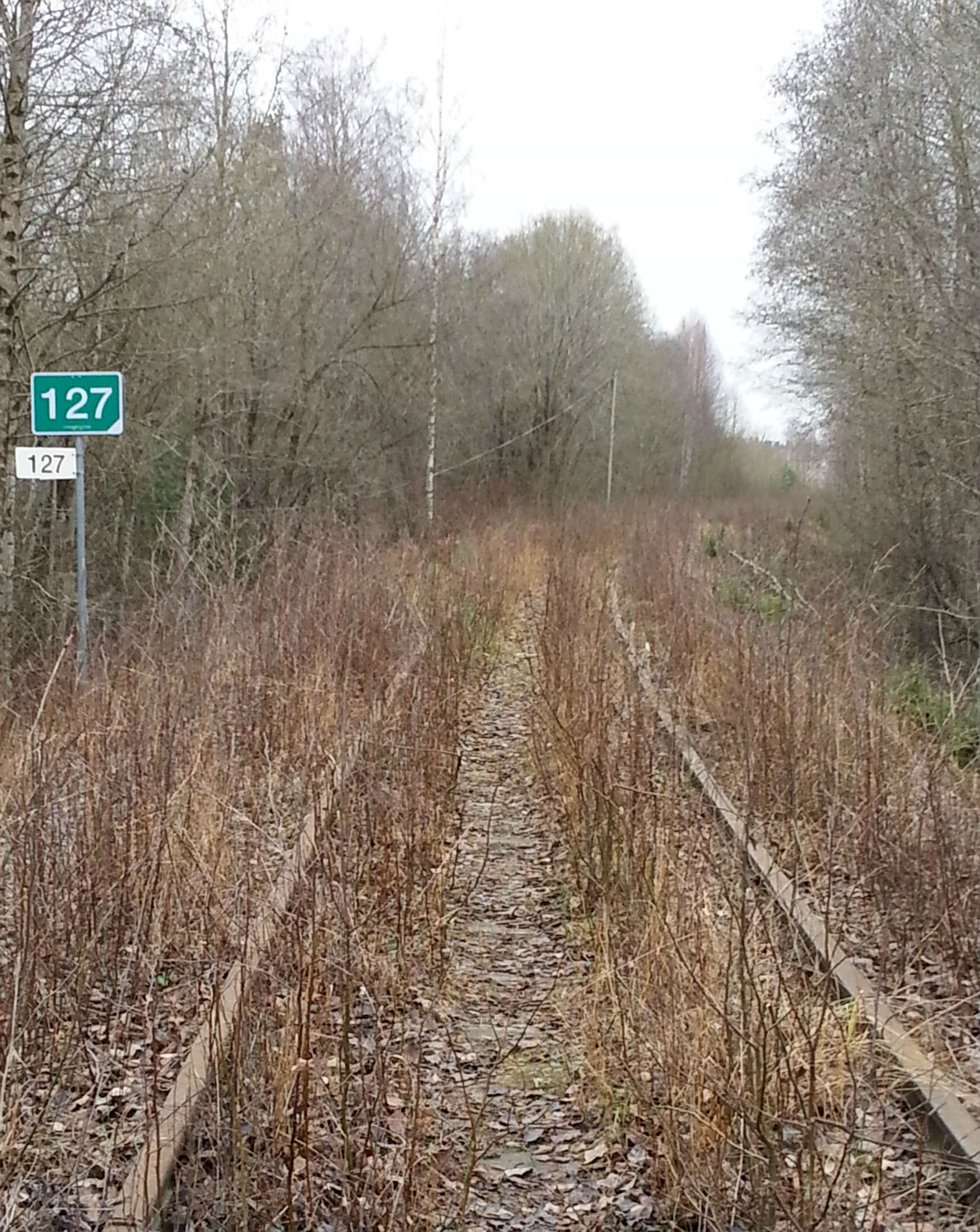
Lojo hamnbana år 2014.
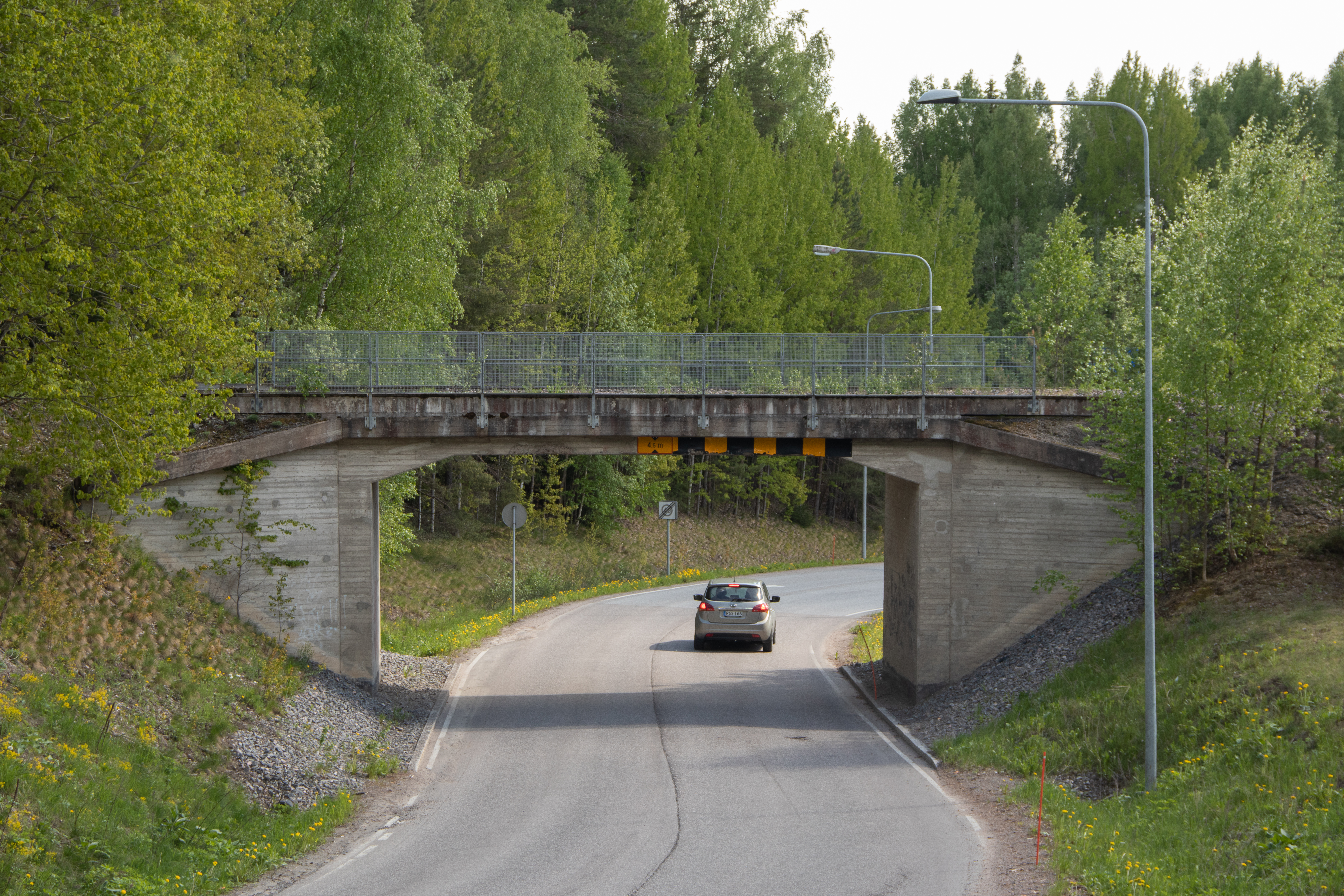
Järnvägsbron över Vendelävägen.
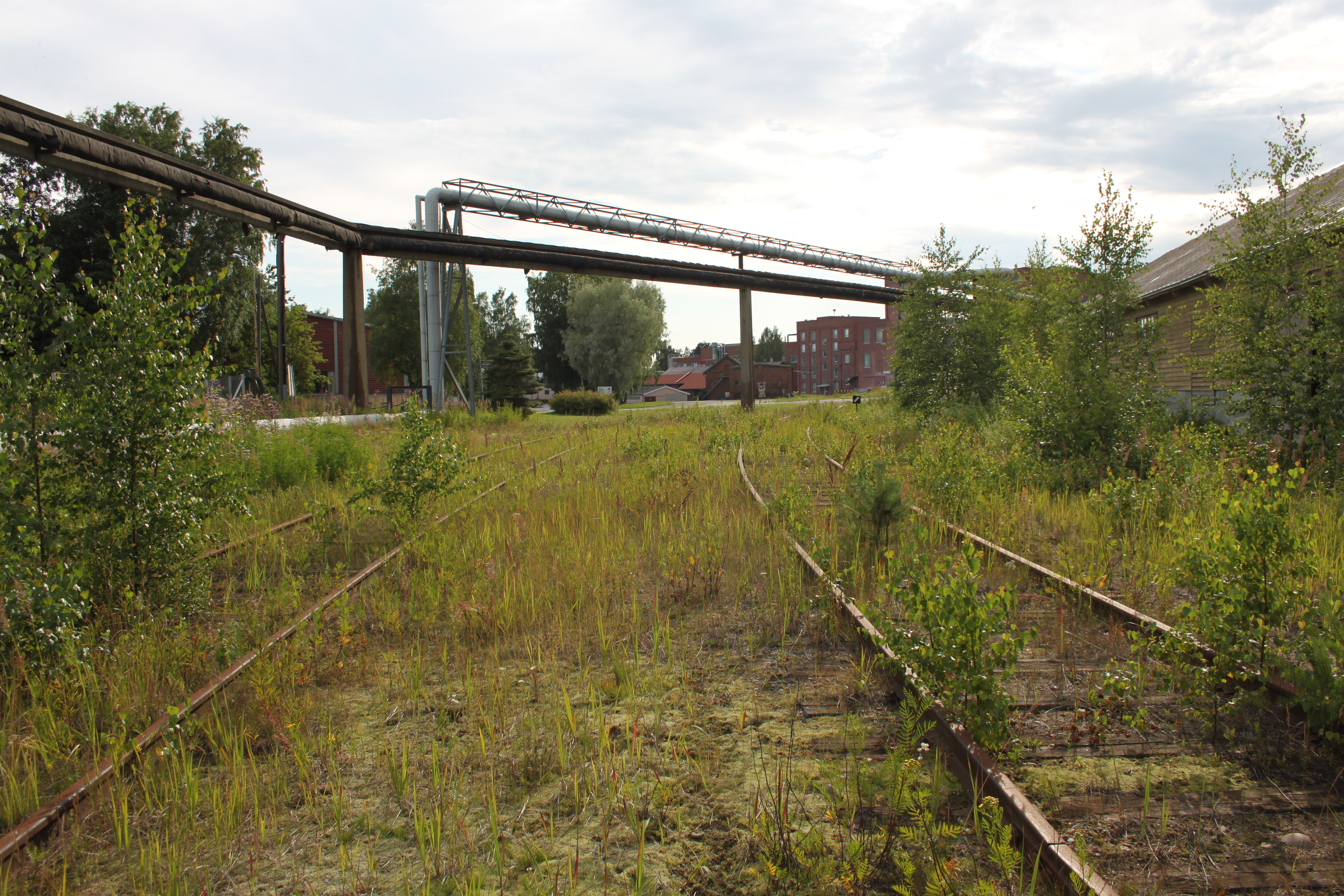
Hamnbanan vid cellulosafabriken.
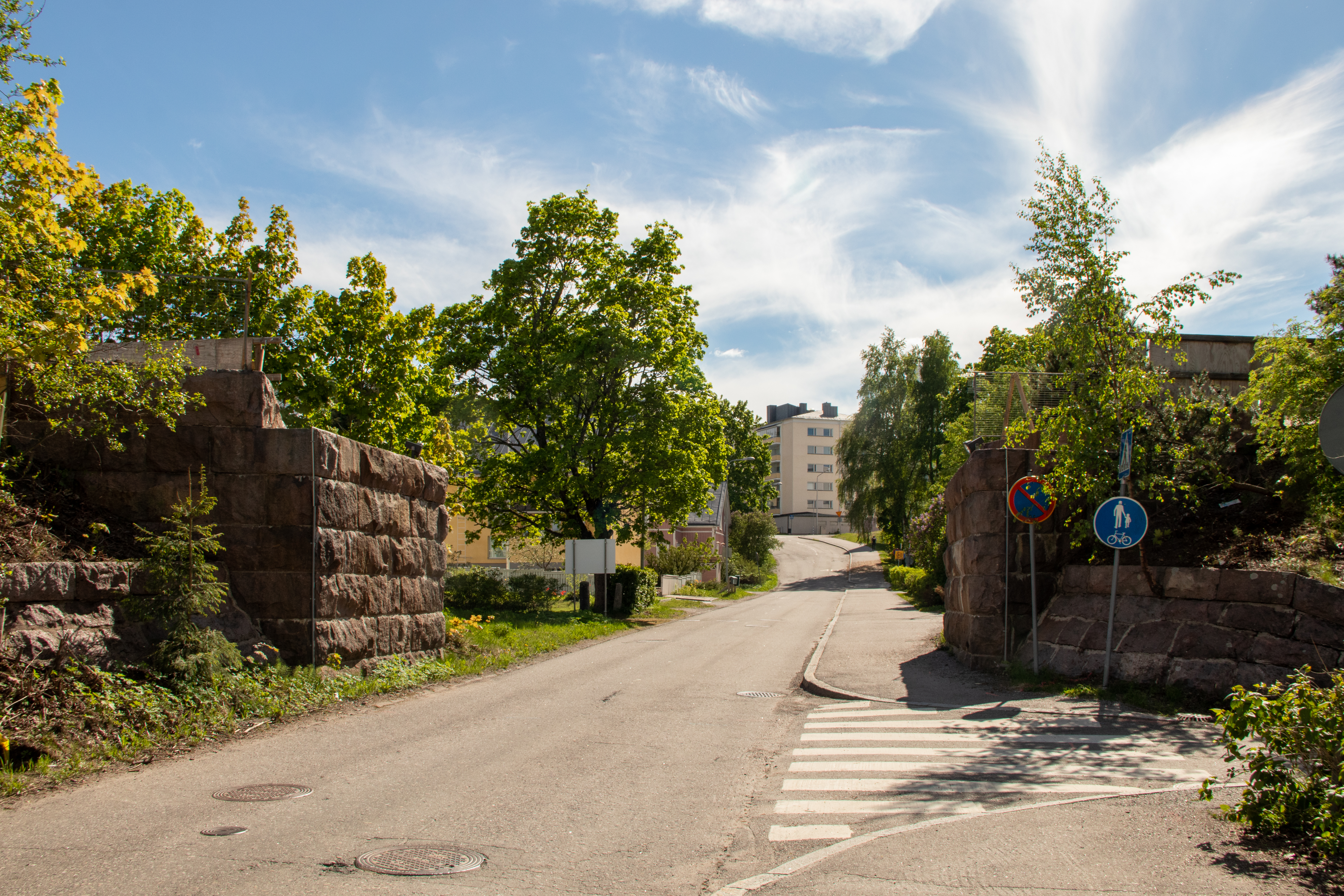
Före detta järnvägsbron över Moisiogatan år 2022.
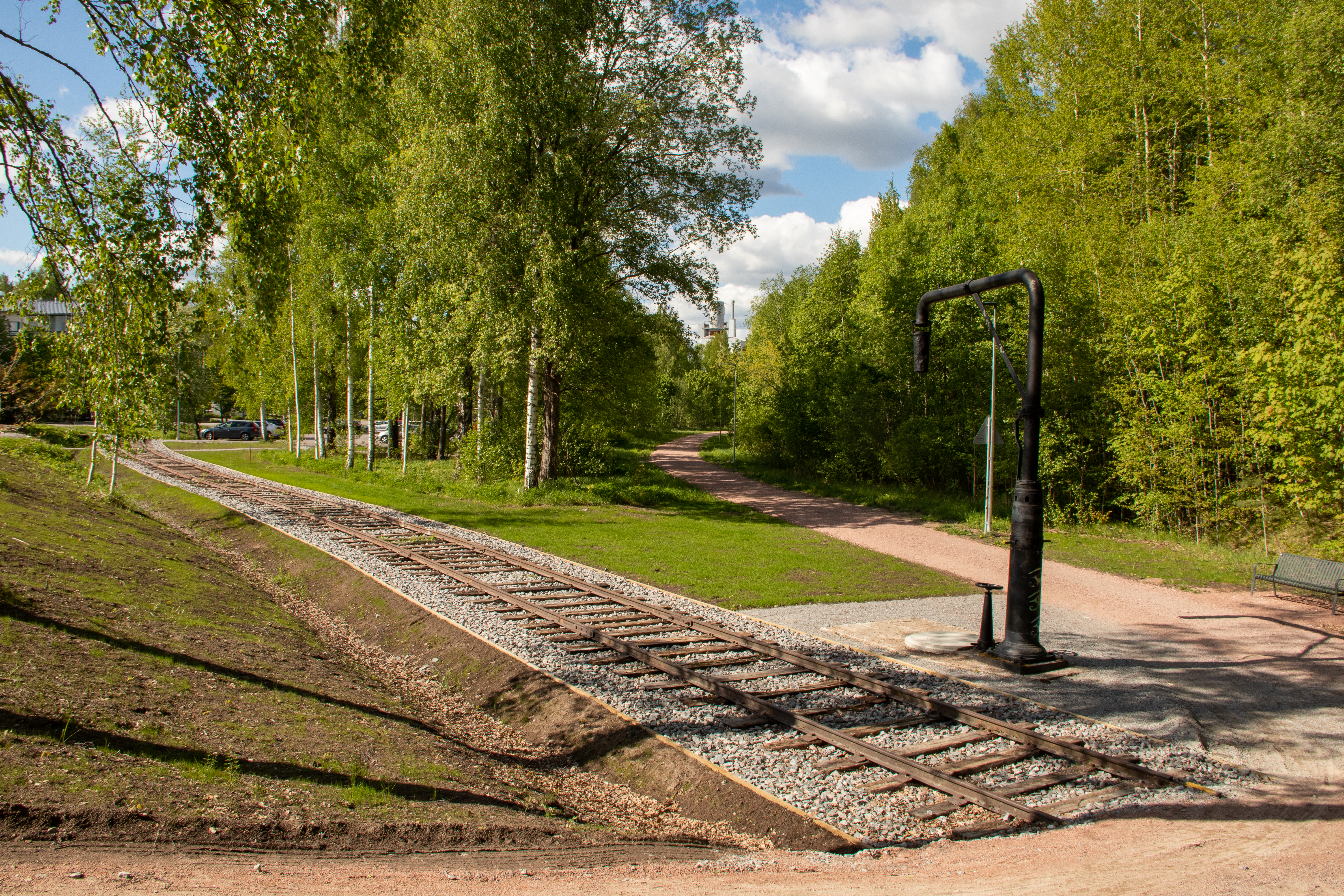
En del spår kvarstår som ett minnesmärke över hamnbanan nära Lojo museum.